# Smużka armeńska
Smużka armeńska (Sicista armenica) – gatunek ssaka z rodziny smużek (Sminthidae), występujący endemicznie w Armenii.

## Zasięg występowania
Smużka armeńska występuje w północno-środkowej Armenii, znany jedynie z Gór Pambackich i góry Cachkuniac w dorzeczu rzeki Hrazdan; opublikowane zapisy z prowincji Sjunik nie zostały potwierdzone.

## Taksonomia
Gatunek po raz pierwszy naukowo opisała w 1988 roku rosyjskich zoologów nadając mu nazwę Sicista armenica. Holotyp pochodził z 2200 m n.p.m., w strefie subalpejskiej, w górnym biegu rzeki Marmarik, w pobliżu Ankawan, w Górach Pambackich, w Małym Kaukazie, w północno-środkowa Armenii.
S. armenica należy do zachodnio-górskiej grupy gatunkowej. Chociaż takson ten jest endemiczny dla Małego Kaukazu, jest blisko spokrewniony z trzema gatunkami endemicznymi dla Wielkiego Kaukazu: S. caucasica, S. kluchorica i S. kazbegica. Takson ten rozpoznawany jest głównie na podstawie cech kariologicznych oraz morfologii plemników i żołędzi prącia. Autorzy Illustrated Checklist of the Mammals of the World uznają ten takson za gatunek monotypowy.

### Etymologia
- Sicista: etymologia niejasna, J.E. Gray nie wyjaśnił znaczenia nazwy rodzajowej; Palmer sugeruje że nazwa to pochodzi od tatarskiego słowa sikistan, oznaczającego „stadną mysz”, bazując na opisie Pallasa[7]. Sam Pallas jednak wymienia nazwę tatarską dshilkis-sitskan („Dʃhilkis-Sitʃkan”), gdzie dshilkis to „stadny, żyjący w stadzie, gromadny” (łac. gregalis), natomiast sitskan to „mysz” (łac. mus, muris)[8], por. w jedenastowiecznym słowniku Mahmuda z Kaszgaru:  yılkı „stado” i sıçgan „mysz”[9].
- armenica: średniowiecznołac. Armenicus „armeński”, od łac. Armenia „Armenia”[10].

## Morfologia
Długość ciała (bez ogona) 66,2 mm (n = 3), długość ogona 98,3–101,2 mm, długość ucha 9,4–10,3 mm, długość tylnej stopy 16,6–18,3 mm; masa ciała 6,4–6,7 g. 

## Ekologia
Jest to gatunek górski, spotykany od wysokości 2000 do 2200 m n.p.m. Żyje na subalpejskich  łąkach porośniętych wysokimi trawami na górnej granicy lasów.

## Populacja
Smużka armeńska jest znana jedynie z pojedynczych okazów i ma mały zasięg występowania. Zagraża jej utrata środowiska związana z nadmiernym wypasem i wycinką wysokich traw; uważa się, że jej populacja maleje. Jest uznawana za gatunek zagrożony (od 1996 do 2008 roku Czerwona księga gatunków zagrożonych wymieniała ją jako gatunek krytycznie zagrożony). Przewiduje się, że stan jej środowiska poza obszarami ochrony przyrody będzie ulega stałemu pogarszaniu. Projekt objęcia ochroną obszaru występowania smużki armeńskiej nie został jeszcze rozpatrzony przez władze Armenii.